# Kościół Chrześcijański „Słowo Wiary”
Kościół Chrześcijański „Słowo Wiary” – chrześcijański kościół protestancki o charakterze ewangelikalnym i zielonoświątkowym. Jeden z reprezentantów Ruchu Wiary w Polsce, pozostaje częścią trzeciej fali pentekostalizmu.

## Historia
Kościół Chrześcijański „Słowo Wiary” został założony w listopadzie 1998 w Gdyni, natomiast 4 sierpnia 2003 został wpisany do rejestru kościołów i związków wyznaniowych Ministerstwa Spraw Wewnętrznych i Administracji. W 2006 przez kościół lokalny w Częstochowie zainicjowana została działalność misyjna w Tychach. 
Kościół pozostawał związany ze Szkołą Biblijną „Domata” działającą w Gdyni, a do 2009 stanowisko głównych pastorów Kościoła pełnili Larry i Angela Keeton, zaangażowani wcześniej we współpracę ze służbą Kennetha E. Hagina.
W 2013 Kościół Chrześcijański „Słowo Wiary” posiadał trzy kościoły lokalne działające w Częstochowie, Ełku oraz Gdyni. W 2018 kościół lokalny w Częstochowie zrzeszał 40 wiernych, w Ełku – 15 wiernych, natomiast w Gdyni było to 80 wiernych. Ponadto prowadzona była misja w Zduńskiej Woli, do której należało 5 wiernych. Według stanu na 2021 do kościoła w Częstochowie należało 30 wiernych, kościół w Ełku liczył 5 wiernych, w Gdyni – 100 wiernych, a misja w Zduńskiej Woli skupiała 2 wiernych. 

## Doktryna
Kościół uważa Biblię za Boże Słowo, które jest nieomylne i zostało zapisane pod wpływem Ducha Świętego przez ludzi wybranych przez Boga. Nowy Testament ma stanowić niezawodny drogowskaz w życiu i prowadzeniu nauki. Wspólnota uznaje Trójcę Świętą, przyjmując, że Bóg manifestuje się w trzech osobach – Ojca, Syna i Ducha Świętego, z których każdy jest równy i trwa na wieki. Uważa Jezusa za Syna Bożego, który został dziewiczo poczęty przez Ducha Świętego i narodzony z Marii. 
Wyznaje wiarę, że człowiek jest Bożą istotą, która została przez niego stworzona na jego obraz i podobieństwo, jednak przez postępowanie Adama na świecie znalazł się grzech, natomiast Syn Boży przyszedł na świat w celu odwrócenia upadku człowieka i zniszczenia dzieła szatana. W tym celu Chrystus ofiarował swoje życie i przelał krew, aby odkupić każdego człowieka i przywrócić mu utraconą więź z Bogiem. Kościół przyjmuje, że krew Jezusa oczyszcza z grzechów wszystkich w niego wierzących, dzięki czemu uzyskali oni odkupienie. W związku z tym uznaje zbawienie za dar Boży, który otrzymuje każdy, niezależnie od swoich uczynków. Ma być ono rezultatem Bożej łaski i wiary w Jezusa Chrystusa, której skutkiem są dobre uczynki, do których wierzący zostali powołani przez Boga.
Wieczerza Pańska traktowana jest jako pamiątka przymierza między Bogiem a ludźmi, które zaistniało dzięki ofierze Jezusa. 
Kościół przyjmuje, że pierwszym krokiem na drodze do zbawienia jest żal, który prowadzi do szczerej pokuty przed Bogiem, jak również, że każdy człowiek musi przejść przez doświadczenie nowego narodzenia, po którym jest mu darowane życie wieczne. Praktykuje chrzest przez całkowite zanurzenie, który uznaje za ustanowiony przez Jezusa i przez niego polecony, jak również za wyraz identyfikacji wierzącego z Jezusem Chrystusem, oznaczającym uczestnictwo w Jego śmierci, pogrzebie i zmartwychwstaniu.
Przyjmuje się chrzest w Duchu Świętym jako nakaz Boży. Wierzy się w przyjęcie wraz z nim mocy do prowadzenia życia i służby oraz darów do używania podczas posługiwania. Uważany jest za doświadczenie następujące po nowym narodzeniu (zbawieniu) i inne od niego. Świadectwem chrztu w Duchu Świętym ma być mówienie innymi językami, jak również duchowa moc, która przejawia się w publicznej służbie i świadectwie.
Kościół uważa, że Pismo Święte naucza o konieczności życia w świętości, a całkowite uświęcenie uznaje za Bożą wolę dla każdego wierzącego, którzy zobowiązani są do dążenia do posłuszeństwa Bożemu Słowu.
Wierzy się w fizyczne uzdrowienia, które mają być częścią odkupieńczego dzieła Jezusa Chrystusa i pozostają dostępne dla każdego wierzącego. Uzdrowienie jest przyjmowane jako Boża moc, której działanie następuje poprzez modlitwę i nakładanie rąk w imieniu Jezusa.
Kościół wyznaje wiarę w powtórne przyjście Jezusa w celu zgromadzenia w niebie swoich wiernych. Uważa, że człowiek, który zmarł nie przyjąwszy zbawienia trafia na wieczne męki do piekła („jeziora ognia”), które jest uznawane za miejsce istniejące w rzeczywistości. Wieczne potępienie ma polegać na nieskoczonym przebywaniu w piekle w braku Bożej obecności i oddzieleniu od radości przeżywanej przez zbawionych znajdujących się w towarzystwie Boga.  

## Kościół Chrześcijański “Słowo Wiary”
- Kościół Chrześcijański „Słowo Wiary” w Częstochowie[10]
- Kościół Chrześcijański „Słowo Wiary” w Ełku[10]
- Kościół Chrześcijański „Słowo Wiary” w Gdyni[10]
- Kościół Chrześcijański „Słowo Wiary” w Tychach[10]
- Kościół Chrześcijański „Słowo Wiary” w Gliwicach[10]
- Misja Kościoła Chrześcijańskiego „Słowo Wiary” w Zduńskiej Woli[10]

## Agendy
Przy Kościele funkcjonuje Instytut Boskiego Uzdrowienia, będący miejscem edukacji na temat Bożego uzdrowienia, a także sposobów niesienia go innym dzięki modlitwie i nakładaniu rąk. Swoją działalność kieruje do wszystkich osób chorych, a w szczególności do pozbawionych nadziei na wyleczenie, które mogą w nim pozyskać informację na temat Bożej woli dotyczącej ich uzdrowienia, jak również mają możliwość wzięcia udziału w modlitwie uzdrowienia i nałożeniu rąk w imieniu Jezusa.
Kościół prowadzi również Szkołę Biblijną Słowa Wiary posiadającą charakter ponadwyznaniowy.

## Statystyki

### Dane według statystycznych ankiet wyznaniowych
| Rok  | Liczba wiernych | Liczba zborów | Liczba kościołów/kaplic | Liczba duchownych |
| ---- | --------------- | ------------- | ----------------------- | ----------------- |
| 2005 | 129             | 2             | 2                       | 6                 |
| 2006 | 170             | 4             | 4                       | 10                |
| 2007 | 150             | 3             | 3                       | 13                |
| 2008 | 170             | 3             | 4                       | 11                |
| 2010 | 175             | 4             | 4                       | 8                 |
| 2011 | 172             | 5             | 5                       | 9                 |
| 2012 | 181             | 6             | 6                       | 8                 |
| 2013 | 191             | 5             | 5                       | 8                 |
| 2014 | 192             | 5             | 5                       | 8                 |
| 2015 | 153             | 5             | 5                       | 7                 |
| 2016 | 142             | 4             | 4                       | 6                 |
| 2017 | 140             | 4             | 4                       | 7                 |
| 2018 | 140             | 4             | 4                       | 6                 |
| 2019 | 135             | 4             | 4                       | 5                 |
| 2020 | 137             | 4             | 4                       | 5                 |
| 2021 | 137             | 4             | 4                       | 5                 |
| 2022 | 137             | 4             |                         | 5                 |
| 2023 | 144             | 4             |                         | 5                 |

### Dane według wyników spisów powszechnych
| Spis powszechny               | Liczba deklaracji |
| ----------------------------- | ----------------- |
| Narodowy Spis Powszechny 2011 | 1–99              |
| Narodowy Spis Powszechny 2021 | 34                |